# Portugal en los Juegos Olímpicos de Montreal 1976
Portugal estuvo representado en los Juegos Olímpicos de Montreal 1976 por un total de 19 deportistas que compitieron en 6 deportes.  
El portador de la bandera en la ceremonia de apertura fue el fondista Carlos Lopes.

## Medallistas
El equipo olímpico portugués obtuvo las siguientes medallas:
| Nombre                | Deporte   | Competición |
| --------------------- | --------- | ----------- |
| Oro                   |           |             |
| —                     |           |             |
| Plata                 |           |             |
| Carlos Lopes          | Atletismo | 10 000 m M  |
| Armando Silva Marques | Tiro      | Foso M      |
| Bronce                |           |             |
| —                     |           |             |